# Kastell Steincheshof
Kastell Steincheshof is een voormalig Romeins kamp aan de Neder-Germaanse Limes, tussen de naburige forten Quadriburgium en Burginatium, tussen de moderne steden Kleve en Kalkar . De locatie is al anderhalve eeuw bekend vanwege het grote aantal vondsten, de site is altijd geïnterpreteerd als civiel en niet als militair. Pas in 2009 en 2010 leverden moderne geofysische onderzoeksmethoden op de Steincheshof, niet ver van de Sommerlandstrasse, het bewijs dat een ander Romeins militair kamp op de  linkeroever van de  Nederrijn onder deze locatie verborgen was. De Neder-Germaanse Limes maakt sinds 2021 deel uit van het UNESCO-werelderfgoed.

## Topografie

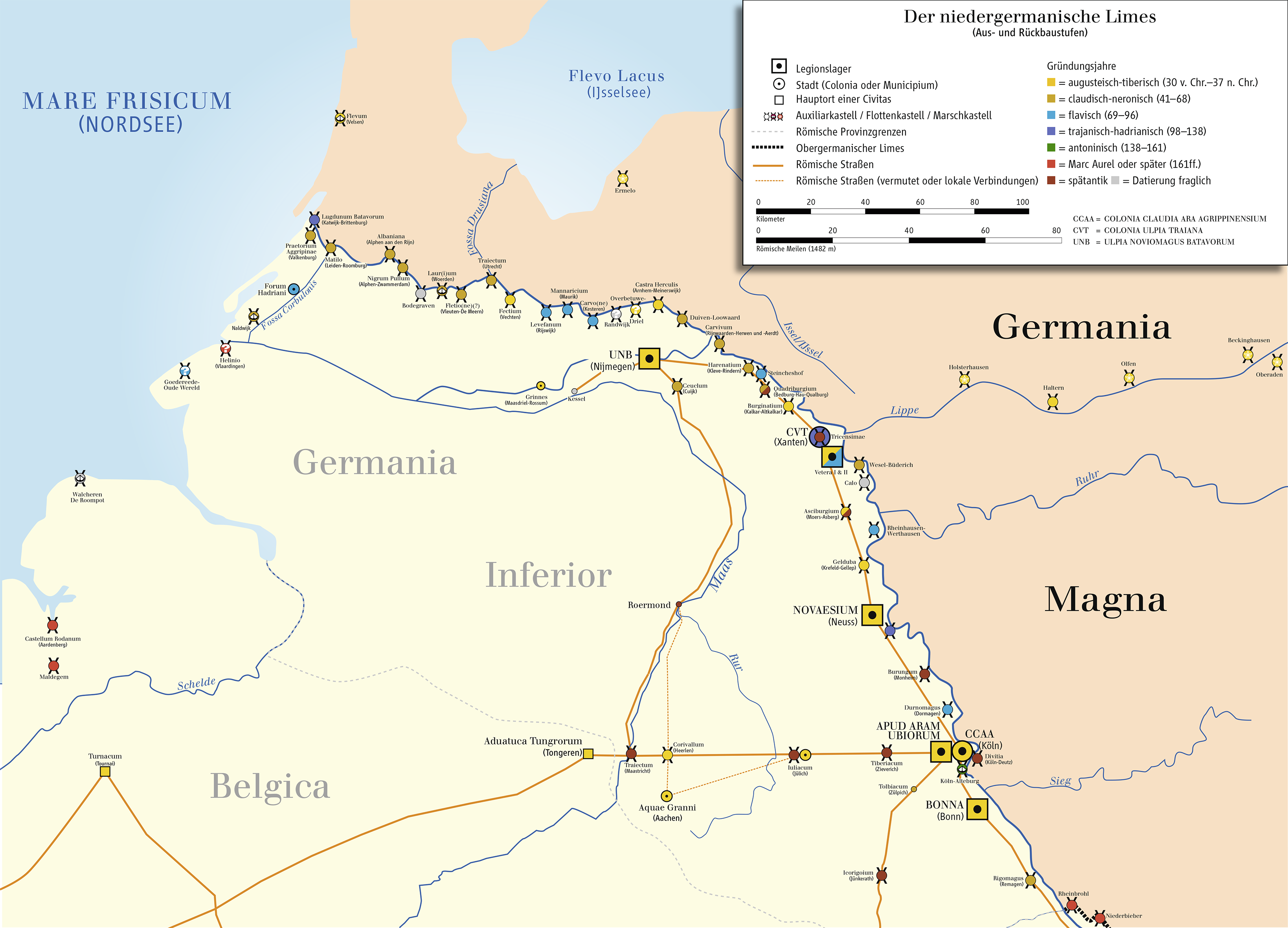
Neder-Germaanse limoenen

Topografisch bevindt de lokatie zich - zoals typisch is voor de Romeinse garnizoenen aan de Nederrijn - op het zogenaamde lage terras aan de Rijn. Omdat de terrassen altijd overstromingsvrij waren, waren ze ideaal voor nederzettingsdoeleinden; alle Romeinse militaire kampen tussen Novaesium en Burginatium lagen aan de rand van een terras. Direct ten oosten van de locatie daalt het gebied abrupt twee tot drie meter naar het uiterwaardengebied . Of de rivierarm in de Romeinse tijd een actieve of een dode arm van de Rijn was, wordt  onderzocht als onderdeel van een project van het LVR-bureau Grondmonumentenbehoud.

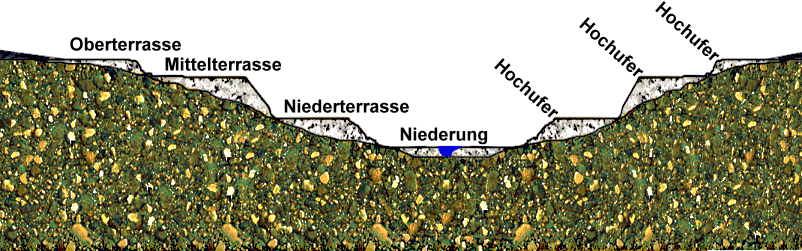
Rivier terrassen

In de Romeinse tijd lag het garnizoen op het Steincheshof acht tot negen kilometer ten noordwesten van Burginatium en vijf kilometer ten oosten van Quadriburgium en negen tot tien kilometer ten zuidoosten van Harenatium . In het moderne nederzettingsbeeld bevindt de site zich op de plaats van een agrarisch landgoed, de Steincheshof, niet ver van de wijk Till-Moyland van de gemeente Bedburg-Hau . De onverharde weg die direct naar het zuidwesten van de binnenplaats loopt, volgt ruwweg de loop van de oude Via principalis .

## Onderzoeksgeschiedenis
De Romeinse vindplaats Steincheshof, bekend als de "puinsite", wordt al ongeveer 150 jaar beschreven. Al in de 19e eeuw en opnieuw in de jaren 1930 werden archeologische opgravingen uitgevoerd, maar deze activiteiten bleven in alle gevallen ongedocumenteerd. In de wetenschappelijke discussies over de site werd er altijd naar verwezen als een civiele nederzetting of villa rustica, maar niet als een plaats die door het leger werd gebruikt.
Om het vondstgebied nauwkeuriger te kunnen afbakenen, heeft de vestiging Xanten van het LVR-bureau Landmonumentenbeheer in het Rijnland in het najaar van 2008 en in het voorjaar van 2009 een veldinspectie uitgevoerd op de Steincheshof. Deze inspectie was gebaseerd op een basisraster van vijf bij vijf meter en zo werd de dichtheid van de steenverdeling bepaald. Daarnaast werden nog andere vondsten gedaan. Eerdere waarnemingen van een donkere laag over het veronderstelde kerngebied van het vondstgebied werden bevestigd. De tijdsspanne van de Romeinse vondsten die tijdens deze inspectie zijn opgetekend, besloeg ruwweg de periode tussen het Neronische - Flavische tijdperk tot de 2e / 3e eeuw. Laat-antiek materiaal ontbrak volledig. Alleen vanaf rond de 7e eeuw documenteren verdere vondsten de Frankische periode. Het onderzoek  werd gevolgd door een geomagnetische prospectie, die werd uitgevoerd als onderdeel van drie campagnes in het voorjaar en het najaar van 2009 en in november 2010 door medewerkers en studenten van het Archeologisch Instituut van de Universiteit van Keulen. Met name de door de magnetometer geregistreerde gegevens leverden zeer goede resultaten op, die de bevindingen van een Romeins fort duidelijk bevestigden, ook al kon de praetentura, die hier de noordelijke opslagruimte vormt, niet worden bepaald. Van augustus 2010 tot juni 2011 hebben medewerkers van de vestiging Xanten drie sleuven gegraven om duidelijkheid te krijgen over de belangrijkste vragen die na het geomagnetische onderzoek waren gerezen.

## Bevindingen en interpretatie
Het oudere, kleinere fort is waarschijnlijk gebouwd als opslagplaats voor hout en aarde. Met zijn praetoriale voorkant (voorkant), die verborgen was, bood het uitzicht op de rand van het rivierterras in het noordwesten. De breedte was ongeveer 125 meter, de lengte moet ongeveer 155 tot 180 meter zijn, resulterend in een ombouwde en bebouwde oppervlakte van 1.94 tot 2.25 hectare. De ommuring bestond uit een aarden wal en een eenvoudige (puntige) gracht, de totale breedte van de muur en sloot was ongeveer 15 meter. Op de afgeronde hoeken was geen enkele torenconstructie aanwijsbaar.
Het jongere, grotere fort omvatte met een lengte van ongeveer 195  en een breedte van circa 185 meter  zo'n 3,6 hectare opbergruimte. Aan de oostzijde toonde het magnetogram een poortconstructie die Porta principalis dextra (rechter zijpoort) wordt genoemd.
Terwijl tussen het grotere, buitenste en het kleinere binnenste verdedigingssysteem geen bouwsporen te zien waren, werd het binnenoppervlak van het kleinere fort gekenmerkt door duidelijke bouwcontouren. Ten minste enkele van deze interne structuren waren gemaakt van een met baksteen bedekte vakwerkconstructie. Aan weerszijden van de brede via praetoria (hoofdkampweg in de centrale as van het fort), die duidelijk te herkennen is in het magnetogram, stonden rechthoekige bouwconstructies, elk ongeveer 45 × 18 meter, die worden geduid als legerbarakken. <i id="mwUQ">Het veronderstelde gebied van de principia</i> (personeelsgebouw) in het centrum van het fort wordt bedekt door de moderne bebouwing en was daarom niet detecteerbaar door het magnetogram. In het zuidoostelijke deel van het fort waren de contouren te zien van een mogelijk van baksteen opgetrokken gebouw met een onbekende functie en van later tijd moet worden beschouwd. Vanaf de Porta principalis dextra leidde een weg in zuidoostelijke richting naar het naburige fort Burginatium . De contouren van vermoedelijk stenen gebouwen die zich aan weerszijden van deze weg bevinden, worden beschouwd als behorend aan een grote burgernederzetting van het kamp, de vicus.

## Bevindingen en datering
De munten, die in de loop van anderhalve eeuw onderzoek gevonden zijn waren een paar denarii die zijn geslagen tussen de republikeinse periode en het bewind van Domitianus, evenals een aureus van Nero . De keramische vondsten die tijdens de inspectie van 2008/2009 zijn teruggevonden, kunnen worden gedateerd vanaf de Nero - Flavische periode tot de 3e eeuw. Er was ook een bakstenen stempel met de opdruk V (? ) IC die mogelijk een aanwijzing zou kunnen zijn voor de aanwezigheid van een bouwteam van de Legio VI victrix (pia fidelis Domitiana) (Het 6e OverwinningsLegioen trouw aan Domitianus') . In tegenstelling tot de naburige forten Quadriburgium en Burginatium zijn er geen laatromeinse  vondsten van fort Steincheshof.

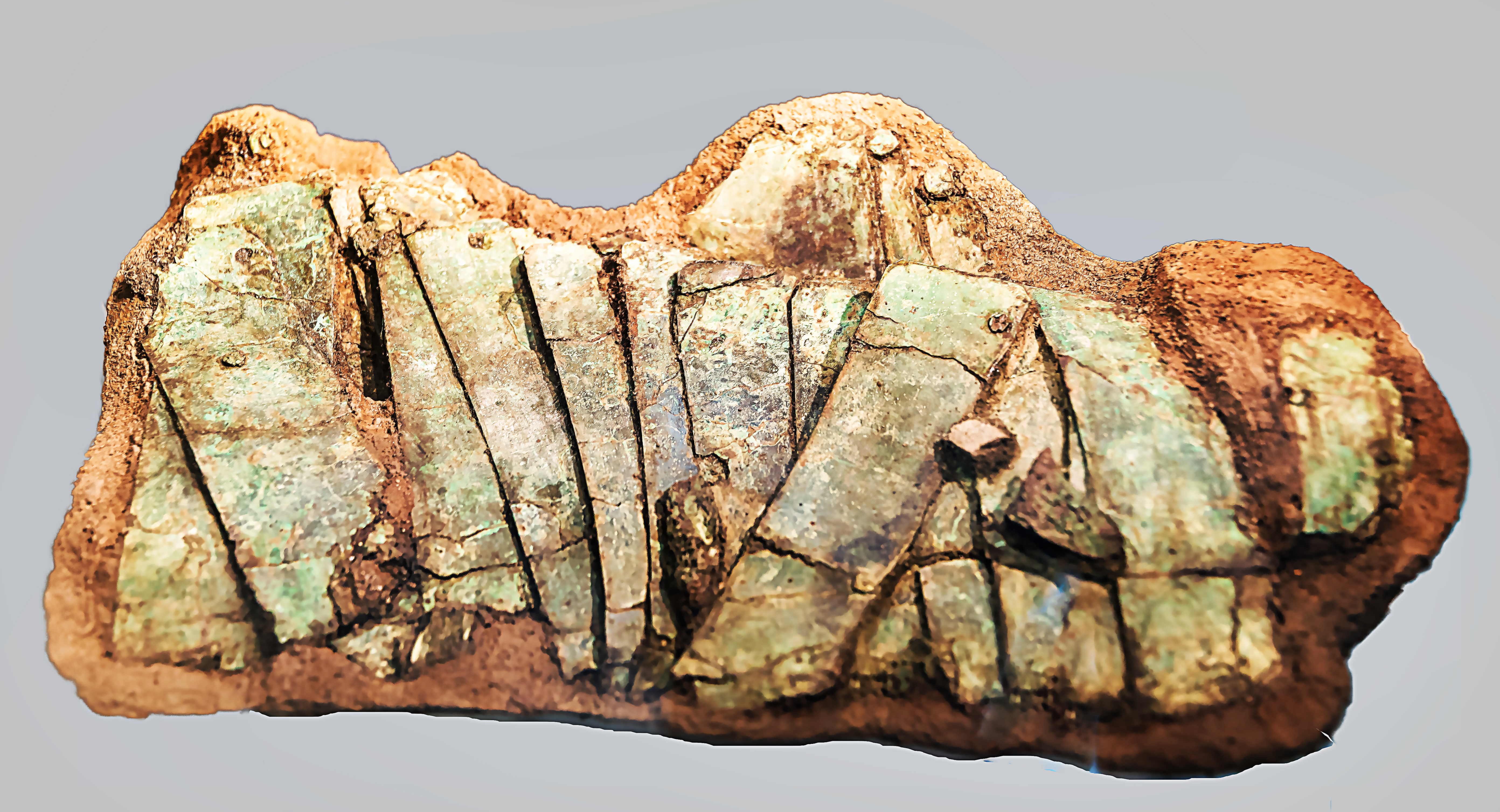
Manica, een fragment van een armbescherming van het fort Till-Steincheshof

Een belangrijke en zeldzame militaire-vondst is een <i id="mwbg">manica</i> die werd teruggevonden tijdens de opgravingen in 2010/2011. De  armbescherming van messing werd ontdekt in het gebied van een barak in de Retentura, De ringen van dit ooit buisvormige pantser waren grotendeels nog intact. Een paar kleinere klinknagels op een van de ringen  werden gebruikt om het metaal vast te zetten met een leren strip. Het pantser werd teruggevonden in een egalisatielaag uit de derde van vier bouwfasen. Door de keramische vondsten is de Manica te dateren tussen het laatste derde deel van de eerste eeuw en het eerste derde deel van de tweede eeuw.

## Bezetting
De oude naam van het fort Steincheshof is in geen enkele geschreven of cartografische bron gevonden, evenmin als de naam en de soort  eenheid (en) van het garnizoen. Vanwege zijn omvang heeft het mogelijk gediend als locatie voor een Ala quingeniaria (een cavalerie-eenheid van ongeveer 500 man) of een Cohors milliaria (1.000 infanterie-eenheid).

## Werelderfgoed
Op 27 juli 2021 zijn tijdens de vergadering van het Werelderfgoedcomité van de UNESCO in het Chinese Fuzhou onderdelen uit het nominatiedossier, waaronder het fort Steincheshof de status van Werelderfgoed toegekend.

Het belang van het fort wordt als volgt in het nominatiedossier omschreven:
Het scala aan verschillende militaire installaties in Till vertegenwoordigt een van de belangrijkste militaire locaties langs de Nederduitse Limes. Van een klein tijdelijk kamp van 1 ha tot het grote marskamp van 25 ha een brede bereik van verschillende maten en functies van Romeinse kampen wordt getuigd in dit pand. Het militaire terrein van Till getuigt van het brede scala aan ontwerpen van militaire bases, die zeer verschillende militaire doeleinden weerspiegelen. Ze vormen ook een belangrijke getuigenis van de zeer verschillende groottes van troepeneenheden die in dit landschap opereren, variërend van kleine eenheden van cohortsterkte met een paar honderd man tot de aanwezigheid van bijna het gehele Neder-Germaanse leger.